# Ленинруда
Ленинруда — железорудный трест в городе Кривой Рог.

## История
В 1930 году начал работу трест «Руда», наследник Южно-рудного треста. В 1939 году на базе трест «Руда» образовано 3 железорудных треста: «Дзержинскруда», «Октябрьруда» и «Ленинруда».
После Великой Отечественной войны работающими остались тресты «Дзержинскруда» и «Ленинруда».
На 1969 год добывал около 20 миллионов тонн железной руды — 15 % производства металлургического сырья в Криворожском железорудном бассейне и 11 % общесоюзного производства. 
В 1973 году ликвидирован в связи с организацией промышленного объединения «Кривбассруда».

## Характеристика
Трест объединял 6 шахтоуправлений (рудоуправлений): имени К. Либкнехта, имени Коминтерна, имени М. В. Фрунзе, имени 20-го партсъезда, имени Р. Люксембург, имени В. И. Ленина.
Добытая руда поставлялась на металлургические заводы Юга СССР и ряда социалистических стран.